# クリス・ファーレイ
クリス・ファーレイ（英語: Chris Farley, 1964年2月15日 - 1997年12月18日）は、アメリカ合衆国ウィスコンシン州生まれのコメディアン・俳優・スタントマン。

## 来歴
1964年にウィスコンシン州で生まれる。大柄な体格を活かして、高校時代はフットボールをやっていた。その後、地元の大学を卒業して、コメディアンを志し様々な舞台を踏む。後にその才能を認められ、即興演劇集団のセカンド・シティへ参加。それが、全米人気テレビ番組の『サタデー・ナイト・ライブ』への出演に繋がった。
1990年、同じくコメディアンのクリス・ロックと共にサタデー・ナイト・ライブへの参加を果たしたファーレイは徐々に番組内でも頭角を現していき、アダム・サンドラー、デヴィッド・スペード、ロブ・シュナイダーらと組んで番組を盛り上げた。1992年には、マイク・マイヤーズ主演の『ウェインズ・ワールド』で映画デビューも果たす。SNLでは中でも特に同期のスペードとは仲が良く、1995年に製作された『トミーボーイ』や1996年の『プロブレムでぶ/何でそうなるの？！』ではコンビで出演、興行成績でも好成績を残した。1997年にはアクション・コメディの『ビバリーヒルズ・ニンジャ』へ主演して、どう見ても無理のある白人忍者を演じた。同作品は2008年現在、続編製作も決定している。
1997年12月18日にコカインとモルヒネの多量摂取により33歳で死去した。なお、それまでコンビとして組んできたスペードは、親友の死に相当なショックを受け、彼が棺にいるとは信じがたいと葬儀には出席しなかった。

## 出演作品

### 映画
- ウェインズ・ワールド Wayne's World (1992)
- コーンヘッズ Coneheads (1993)
- ウェインズ・ワールド2 Wayne's World 2 (1993)
- ハードロック・ハイジャック Airheads (1994)
- アダム・サンドラーはビリー・マジソン一日一善 Billy Madison (1995)
- トミーボーイ Tommy Boy (1995)
- プロブレムでぶ/何でそうなるの?! Black Sheep (1996)
- ビバリーヒルズ・ニンジャ Beverly Hills Ninja (1997)
- オールモスト・ヒーローズ/進め!アメリカ横断冒険野郎 Almost Heroes (1998)
- ダーティ・ワーク Dirty Work  (1998)

### テレビ番組
- サタデー・ナイト・ライブ Saturday Night Live (1990-1995)
- ロザンヌ Roseanne (1993)